# El Chote, Papantla
El Chote är en ort i Mexiko.   Den ligger i kommunen Papantla och delstaten Veracruz, i den sydöstra delen av landet, 210 km nordost om huvudstaden Mexico City. El Chote ligger 72 meter över havet och antalet invånare är 4 124.
Terrängen runt El Chote är huvudsakligen platt, men österut är den kuperad. Runt El Chote är det ganska tätbefolkat, med 179 invånare per kvadratkilometer. Närmaste större samhälle är Poza Rica de Hidalgo, 18,9 km nordväst om El Chote. Trakten runt El Chote består till största delen av jordbruksmark.